# Schwedter Wasserturm

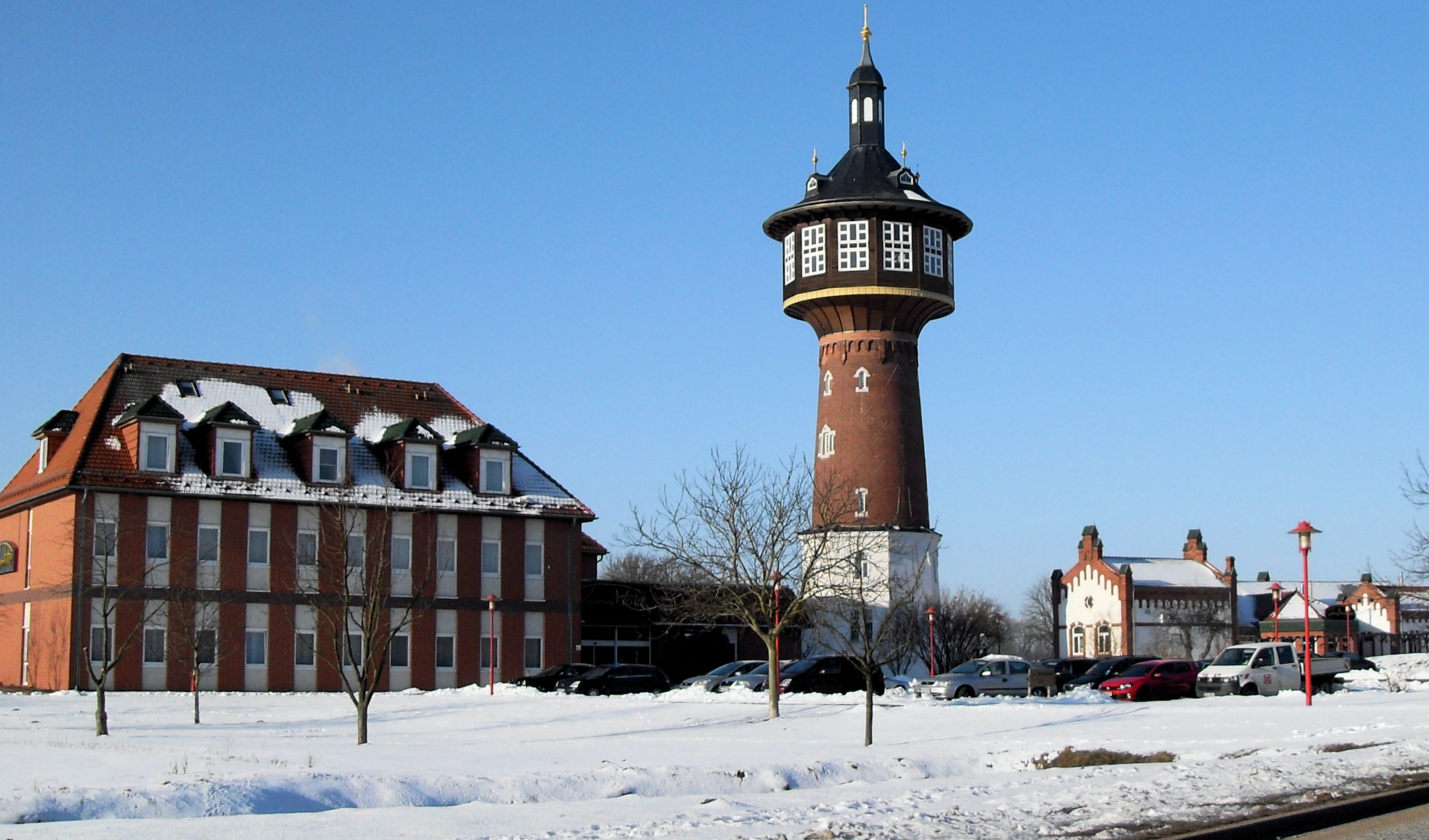
Der Schwedter Wasserturm

Der Wasserturm von Schwedt/Oder in Brandenburg ist Teil des ehemaligen Wasserwerkes mit seinen Werksgebäuden wie dem Brunnenhaus, der Enteisungsanlage und der Pumpenstation. Er wurde 1911 errichtet. Da das Wasserwerk für den schnell ansteigenden Bedarf nicht mehr ausreichte, wurde 1965 der Betrieb eingestellt. Der Wasserturm befindet sich am südlichen Ortsausgang von Schwedt und ist weithin sichtbar. Er ist in Backsteinmauerwerk ausgeführt.
Seit 1995 dienen der Wasserturm und die Nebengebäude als Hotel und Restaurant.